# Tossal de les Forques (la Sentiu de Sió)
|  | Per a altres significats, vegeu «Tossal de les Forques». |

El Tossal de les Forques és una muntanya de 290 metres que es troba al municipi de la Sentiu de Sió, a la comarca catalana de la Noguera.